# Franke and the Knockouts
Franke and the Knockouts fue un grupo musical estadounidense de pop rock formado en 1980 en Nueva Jersey y liderado por Franke Previte.

## Historia
En 1981 firmaron contrato con Millenium Records. Tres de sus singles ocuparon el listado del Top 40 y dos de sus álbumes, Franke and the Knockouts y Below the Belt, entraron en el Top 50. Su mayor éxito vino con el sencillo: Sweetheart, escrita por el propio Previte y el guitarrista del grupo: Billy Elworthy. La pista alcanzó el décimo puesto del Billboard Hot 100. También compusieron Hungry Eyes (interpretada por Eric Carmen) y (I've Had) The Time of My Life (de Bill Medley y Jennifer Warnes), ambos temas de la película de 1987: Dirty Dancing y con el que fueron nominados a un Óscar a la Mejor Banda Sonora Original.
En 1984, con la desaparición de Millenium, firmaron contrato con MCA Records con quienes publicaron su tercer trabajo, el cual tuvo una acogida más discreta respecto a los anteriores. Dos años después se produce la disolución de la banda.

## Discografía

### Álbumes
- 1981 - Franke and the Knockouts (#31)
- 1982 - Below the Belt (#48)
- 1984 - Makin' the Point
- 1999 - The Sweetheart Collection (recopilatorio)

### Singles
| Año  | Single                                   | US Billboard Hot 100 | US Cash Box Top 100 | US Mainstream Rock | Canadian RPM |
| ---- | ---------------------------------------- | -------------------- | ------------------- | ------------------ | ------------ |
| 1981 | "Sweetheart"                             | 10                   | 13                  | 27                 | 18           |
| 1981 | "You're My Girl"                         | 27                   | 29                  |                    | —            |
| 1982 | "Without You (Not Another Lonely Night)" | 24                   | 22                  |                    | 45           |
| 1984 | "Outrageous"                             | —                    | —                   |                    | —            |